# Glen Burnie
Glen Burnie és una concentració de població designada pel cens dels Estats Units a l'estat de Maryland. Segons el cens del 2000 tenia 38.922 habitants.

## Demografia
Segons el cens del 2000, Glen Burnie tenia 38.922 habitants, 15.210 habitatges, i 9.977 famílies. La densitat de població era de 1.228,8 habitants/km².
Dels 15.210 habitatges en un 29,6% hi vivien nens de menys de 18 anys, en un 47,1% hi vivien parelles casades, en un 13,1% dones solteres, i en un 34,4% no eren unitats familiars. En el 27,2% dels habitatges hi vivien persones soles el 9,3% de les quals corresponia a persones de 65 anys o més que vivien soles. El nombre mitjà de persones vivint en cada habitatge era de 2,53 i el nombre mitjà de persones que vivien en cada família era de 3,07.
Per edats la població es repartia de la següent manera: un 23,7% tenia menys de 18 anys, un 9% entre 18 i 24, un 32,3% entre 25 i 44, un 22,1% de 45 a 60 i un 12,9% 65 anys o més.
L'edat mediana era de 36 anys. Per cada 100 dones de 18 o més anys hi havia 92,2 homes.
La renda mediana per habitatge era de 45.281 $ i la renda mediana per família de 51.845 $. Els homes tenien una renda mediana de 35.957 $ mentre que les dones 27.078 $. La renda per capita de la població era de 20.170 $. Entorn del 5,9% de les famílies i el 7,7% de la població estaven per davall del llindar de pobresa.

## Poblacions més properes
El següent diagrama mostra les poblacions més properes.